# Hureczko
Hureczko (też: Hureczko nad Sanem; w latach 1977–1981 Pograniczne) – wieś w Polsce położona w województwie podkarpackim, w powiecie przemyskim, w gminie Medyka.
W latach 1975–1998 miejscowość administracyjnie należała do województwa przemyskiego.
| SIMC    | Nazwa          | Rodzaj    |
| ------- | -------------- | --------- |
| 0606518 | Dolne Hureczko | część wsi |
| 0606524 | Górne Hureczko | część wsi |

## Dawne lotnisko Twierdzy Przemyśl
Lotnisko zostało założone podczas pierwszego oblężenia Twierdzy Przemyśl w jesieni 1914 r. Zajmowało ono łąki wsi Hureczko znajdujące się na przedpolach baterii fortecznej nr 13 "Łapajówka".
Z lotniska w Hureczku wykonano dnia 23 listopada 1914 r. pierwszy w historii lot pocztowy.
Lotnisko przejęte 31 października 1918 r. przez polską załogę i stało się drugim polskim lotniskiem.
Użytkowane było z różną intensywnością do końca II wojny światowej, później zaprzestano jego użytkowania i zburzono zabudowania, obecnie jego teren zajmują uprawy.